# الشاذلي النفاتي
الشاذلي النفاتي (ولد في 15 مارس 1946 - بقابس - الجمهورية التونسية) سياسي ودبلوماسي تونسي. يعد من الوجوه السياسية التي خدمت أثناء فترتي الحبيب بورقيبة وخاصة زين العابدين بن علي

## سيرة ذاتية
كان الشاذلي النفاتي مناضلا في صفوف الطلبة الدستوريين والشباب الدستوري وهو متحصل على شهادة جامعية اختصاص القانون الخاص وشهادة تؤهله لممارسة مهنة المحاماة. كما تخرج أيضا من المدرسة الوطنية للإدارة في تونس
بدأ مسيرته في المناصب الحكومية بتعيينه معتمد ثم كاتب عام لولاية القيروان، وفي جوان 1982 أصبح واليا للقيروان، ثم لباجة في جويلية 1984 وفي اوت 1987 تم تعيينه مدير عام الشؤون المحلية في وزارة الداخلية التونسية.
بوصول زين العابدين بن علي للحكم. أصبح النفاتي أحد الوجوه الرئيسية للنظام الجديد، في ديسمبر 1987 تم تعيينه كاتبا دولة لدى وزارة الداخلية ثم كاتب دولة مكلفا بالأمن الوطني في أفريل 1988 قبل أن يصبح وزيرا للداخلية في نوفمبر من نفس السنة. وفي 3 مارس 1990 تم تعيينه وزيرا للعدل وفي 20 فيفري سنة 1991 تم تعيينه كاتبا عاما للتجمع الدستوري الديمقراطي. وحافظ على منصبه حتى جوان 1996 متى أصبح وزيرا للشؤون الإجتماعية.
في جانفي 2001 , عين رئيسا للمجلس الإقتصادي والإجتماعي. ثم عاد للحكومة في 27 أفريل 2002 كوزير للشؤون الاجتماعية من جديد، ثم غادر بصفة نهائية في جانفي 2005 ليعين سفير تونس بالقاهرة.
هو أيضا عضو اللجنة المركزية للتجمع الدستوري الديمقراطي لمدة 4 مؤتمرات حزبية متتالية وهي على التوالي. 1988 , 1993 , 1998 و2003 كما تم اختياره كعضو للمكتب السياسي للتجمع من 5 نوفمبر 1988 إلى 25 جوان 1996 . وفي فترة ثانية من نوفمبر 1999 إلى 10 نوفمبر 2004